# Hugo Hinze
Hugo Hinze (* 1. November 1839 in Brieg; † 25. September 1906 in Wiesbaden) war Offizier und Mitglied des Deutschen Reichstags.

## Leben
Hinze besuchte das Gymnasium in Brieg und trat 1857 in die Königlich Preußische Armee ein. Er nahm 1883 als Major und etatmäßiger Stabsoffizier seinen Abschied. Danach war er Mitarbeiter verschiedener politischer Zeitschriften.
Von 1884 bis 1887 und von 1890 bis 1893 war er Mitglied des Deutschen Reichstags erst für den Wahlkreis  Großherzogtum Hessen 2 (Friedberg, Büdingen, Vilbel), dann für den Reichstagswahlkreis Großherzogtum Oldenburg 1 und jeweils die Deutsche Freisinnige Partei.

## Werke
- Hugo Hinze: Gurko und Suleiman Pascha. Die russisch-türkischen Operationen in Bulgarien und Rumelien während des Krieges 1877-78. Kritische Studien über moderne Kriegführung. Ernst Siegfried Mittler und Sohn Königliche Hofbuchhandlung, Berlin 1880